# نتائج منتخب السعودية لكرة القدم 2004
فيما يلي موجز لنتائج منتخب السعودية لكرة القدم لعام 2004.

## المنتخب الأول لكرة القدم

### كأس الخليج العربي 16
| كأس الخليج العربي 16 1 يناير 2004 | البحرين          | 0–1   | السعودية | مدينة الكويت، الكويت                                                  |
| 17:30 (ت ع م+03:00)               | إبراهيم سويد 73' | تقرير |          | الملعب: ملعب نادي الكويت الحكم: فيكتور كاساي (اتحاد المجر لكرة القدم) |

| كأس الخليج العربي 16 4 يناير 2004 | السعودية         | 1–1   | الكويت              | مدينة الكويت، الكويت                                                                               |
| 17:30 (ت ع م+03:00)               | محمد الشلهوب 76' | تقرير | خالد عبد القدوس 89' | الملعب: ملعب نادي الكويت الحكم: Mohamed Omar Al Saeedi (اتحاد الإمارات العربية المتحدة لكرة القدم) |

| كأس الخليج العربي 16 6 يناير 2004 | عمان             | 1–2   | السعودية                         | مدينة الكويت، الكويت                                                     |
| 17:30 (ت ع م+03:00)               | عماد الحوسني 61' | تقرير | محمد نور 68' · ياسر القحطاني 90' | الملعب: استاد الصداقة والسلام الحكم: أورس ماير (اتحاد سويسرا لكرة القدم) |

| كأس الخليج العربي 16 8 يناير 2004 | اليمن | 0–2   | السعودية              | مدينة الكويت، الكويت                                                                 |
| 18:35 (ت ع م+03:00)               |       | تقرير | ياسر القحطاني 8'، 30' | الملعب: استاد الصداقة والسلام الحكم: Abdullah Al-Qahtani (الاتحاد القطري لكرة القدم) |

### تصفيات كأس العالم 2006
| تصفيات كأس العالم 2006 – آسيا المرحلة الثانية 18 فبراير 2004 | السعودية                                 | 3–0   | إندونيسيا | الرياض، السعودية                                                                                 |
| 20:15 (ت ع م+03:00)                                          | إبراهيم سويد 4'، 39' · ياسر القحطاني 45' | تقرير |           | الملعب: ملعب الملك فهد الدولي الحضور: 1,000 الحكم: Naser Al Ghafary (الاتحاد الأردني لكرة القدم) |

| تصفيات كأس العالم 2006 – آسيا المرحلة الثانية 31 مارس 2004 | سريلانكا | 0–1   | السعودية         | كولمبو، سريلانكا                                                                               |
| 18:30 (ت ع م+05:30)                                        |          | تقرير | إبراهيم سويد 51' | الملعب: ملعب سوغاتاداسا الحضور: 6,000 الحكم: Kadyrbek Chynybekov (اتحاد قيرغيزستان لكرة القدم) |

| تصفيات كأس العالم 2006 – آسيا المرحلة الثانية 9 يونيو 2004 | السعودية                            | 3–0   | تركمانستان | الرياض، السعودية                                                                                    |
| 21:00 (ت ع م+03:00)                                        | طلال المشعل 27'، 45' · محمد نور 32' | تقرير |            | الملعب: ملعب الملك فهد الدولي الحضور: 1,000 الحكم: Adunyachart Khanthama (اتحاد تايلاند لكرة القدم) |

| تصفيات كأس العالم 2006 – آسيا المرحلة الثانية 8 سبتمبر 2004 | تركمانستان | 0–1   | السعودية          | عشق آباد، تركمانستان                                                                                         |
| 19:00 (ت ع م+05:00)                                         |            | تقرير | ياسر القحطاني 47' | الملعب: ملعب صفرمراد تركمنباشي الأولمبي الحضور: 5,000 الحكم: كون جونغ-تشول (اتحاد كوريا الجنوبية لكرة القدم) |

| تصفيات كأس العالم 2006 – آسيا المرحلة الثانية 12 أكتوبر 2004 | إندونيسيا             | 1–3   | السعودية                                                               | جاكرتا، إندونيسيا                                                                                   |
| 19:30 (ت ع م+07:00)                                          | ايلهام جايا كسوما 50' | تقرير | طلال المشعل 9' · حسين عبد الغني (لاعب كرة قدم) 13' · ياسر القحطاني 80' | الملعب: ملعب غيلورا بونغ كارنو الحضور: 30,000 الحكم: صبح الدين محمد صالح (اتحاد ماليزيا لكرة القدم) |

| تصفيات كأس العالم 2006 – آسيا المرحلة الثانية 17 نوفمبر 2004 | السعودية                                                | 3–0   | سريلانكا | الدمام، السعودية                                                                            |
| 20:00 (ت ع م+03:00)                                          | سعد الحارثي 6' · محمد الشلهوب 45' (ركلة.) · Fallata 65' | تقرير |          | الملعب: ملعب الأمير محمد بن فهد الحضور: 2,000 الحكم: Muflah Mohamed (اتحاد عمان لكرة القدم) |

### كأس آسيا 2004
| كأس آسيا 2004 18 يوليو 2004 | السعودية                        | 2–2 | تركمانستان                                   | تشنغدو، الصين                                                                                       |
| 18:45 (ت ع م+08:00)         | * ياسر القحطاني 9' (ركلة.)، 59' |     | * نزار بايراموف 6' - بغنتش محمد كولييف 90+3' | الملعب: Sichuan Longquanyi Stadium الحضور: 12,400 الحكم: Chaiwat Kunsata (اتحاد تايلاند لكرة القدم) |

| كأس آسيا 2004 22 يوليو 2004 | أوزبكستان             | 1–0 | السعودية | تشنغدو، الصين                                                                               |
| 21:00 (ت ع م+08:00)         | * ألكساندر غينريخ 13' |     |          | الملعب: Sichuan Longquanyi Stadium الحضور: 22,000 الحكم: كوفي كودجا (اتحاد بنين لكرة القدم) |

| كأس آسيا 2004 26 يوليو 2004 | السعودية           | 1–2 | العراق                           | تشنغدو، الصين                                                                                            |
| 19:00 (ت ع م+08:00)         | * حمد المنتشري 57' |     | * نشأت أكرم 51' - يونس محمود 86' | الملعب: Sichuan Longquanyi Stadium الحضور: 15,000 الحكم: كون جونغ-تشول (اتحاد كوريا الجنوبية لكرة القدم) |

### المباريات الودية
| مباراة ودية 1 سبتمبر 2004 | السعودية | 1–1 | الكويت | السعودية |
|                           |          |     |        |          |

| مباراة ودية 6 أكتوبر 2004 | السعودية | 2–2 | سوريا | السعودية |
|                           |          |     |       |          |

### كأس الخليج العربي 17
| كأس الخليج العربي 17 11 ديسمبر 2004 | السعودية            | 1–2   | الكويت                           | الريان (قطر)، قطر        |
|                                     | * ياسر القحطاني 14' | تقرير | * مساعد ندا 75' - بدر المطوع 87' | الملعب: ملعب أحمد بن علي |

| كأس الخليج العربي 17 14 ديسمبر 2004 | اليمن | 0–2   | السعودية                                       | الريان (قطر)، قطر        |
|                                     |       | تقرير | * مرزوق العتيبي 34' - إبراهيم سويد 47' (ركلة.) | الملعب: ملعب أحمد بن علي |

| كأس الخليج العربي 17 17 ديسمبر 2004 | البحرين                                                  | 3–0   | السعودية | الريان (قطر)، قطر        |
|                                     | * عبد الله المرزوقي 64' - سلمان عيسى 78' - طلال يوسف 90' | تقرير |          | الملعب: ملعب أحمد بن علي |